# Mills-Gletscher (Antarktika)
Der Mills-Gletscher ist ein Gletscher an der Zumberge-Küste des westantarktischen Ellsworthlands. Er fließt vom Fowler Ice Rise zum Evans-Eisstrom.
Das UK Antarctic Place-Names Committee benannte ihn 2004 nach dem Polarhistoriker William James Mills (1951–2004), Bibliothekar des Scott Polar Research Institute von 1988 bis 2004.